# Humppila
Humppila – gmina w Finlandii, położona w południowo-zachodniej części kraju, należąca do regionu Kanta-Häme.
W Humppila mieści się stacja końcowa wąskotorowej kolei muzealnej o trasie długości 14 km do Jokioinen.